# Александр Вучич — Сербия не должна останавливаться
Коалиция вокруг Сербской прогрессивной партии (серб. Коалиција око Српске напредне странке), в настоящее время официально известная под названием Александр Вучич — Сербия не должна останавливаться (серб. Александар Вучић – Србија не сме да стане, серб. лат. Aleksandar Vučić – Srbija ne sme da stane), представляет собой всеобъемлющую правящую политическую коалицию в Сербии и парламентскую группу в Национальном собрании.
Впервые она была сформирована в 2012 году как «Запустим Сербию». Помимо доминирующей Сербской прогрессивной партии, коалиция в настоящее время состоит из Движения социалистов, Социал-демократической партии Сербии, Партии объединенных пенсионеров Сербии, Движения «Сила Сербии», Сербской народной партии, Сербского движения возрождения и Народной крестьянской партии. В Национальной ассамблее 170 членов представляют ее как парламентскую группу, лидером которой является Александр Мартинович, а заместителем лидера — Сандра Божич. Александр Вучич является фактическим лидером из-за своего положения президента Сербской прогрессивной партии.
С июля 2012 года альянс входит в состав коалиционного правительства вместе с альянсом Социалистической партией Сербии и Единой Сербии

## История
Зонтичная коалиция была сформирована в середине 2012 года как оппозиционный предвыборный альянс «Запустим Сербию — Томислав Николич» , состоящий из Сербской прогрессивной партии (СНС), Новой Сербии (НС), Движения социалистов (ПС), Силы. Сербского движения (ПСС), Народной крестьянской партии (НСС) и некоторых второстепенных ассоциаций и гражданских инициатив, а также некоторых партий национальных меньшинств в Сербии, таких как Боснийская народная партия, Демократическая партия македонцев и Партия цыган. Лидер Сербской прогрессивной партии Томислав Николич возглавил единый избирательный список на парламентских выборах в мае 2012 года. На выборах альянс под руководством СНС получил 24,05 % голосов избирателей и 73 места в парламенте, сформировав коалиционное правительство с Социалистической партией Сербии и Объединенными регионами Сербии. СНС получила 55 мест в своей коалиции, а НС 8 и ПС 1. Другие второстепенные партнеры по коалиции, присутствующие в списке на этих выборах, получили в общей сложности 6 мест.
На досрочных парламентских выборах 2014 года Сербская прогрессивная партия Александра Вучича обновила свою коалицию с партией Велимира Илича «Новая Сербия» и Движением социалистов министра Александра Вулина, как это было на предыдущих выборах (2012 г.), когда президент Николич возглавил коалицию. На этот раз к коалиции присоединились Социал-демократическая партия Сербии (СДПС) Расима Льяича и монархистское Сербское движение обновления (СПО) Вука Драшковича (которые вместе с собой приводят своего внутреннего партнера по коалиции, Христианско-демократическую партию Сербии (ДХСС), которая когда-то была партнером Демократической партии). Движение Сила Сербии беглого олигарха Боголюба Карича официально не участвовало в списке, но список по-прежнему содержал его членов в качестве официальных кандидатов. То же самое и в случае с некоторыми другими мелких политических партий и объединений. Официальным названием коалиции на этих выборах было Александр Вучич — Будущее, в которое мы верим. Список выиграл 48,34 % голосов избирателей и 158 мест в парламенте. СНС получила 128 мест, СДПС 10, НС 6, СПО 5 и ПС 1. Новым премьер-министром был назначен лидер СНС и коалиции Александр Вучич.
19 февраля 2016 года Партия объединенных пенсионеров Сербии (ПУПС) решила выйти из коалиции с СПС и подписать соглашение с СНС как это сделали Социал-демократическая партия Сербии и новообразованная Сербская народная партия (СНП). отделился от Демократической партии Сербии). На досрочных парламентских выборах 2016 года коалиция вокруг СНС под новым названием Александр Вучич — Сербия побеждает" получила большинство в 131 место (из 250 в Национальном собрании). После выборов ее лидер Александр Вучич остается премьер-министром. Вучич объявил о своем новом кабинете 8 августа, состоящем из восьми старых и восьми новых министров, сохранив коалицию с Социалистической партией Сербии. Правительство было утверждено Национальным собранием 10 августа. В 2017 году Новая Сербия выходит из коалиции с СНС.

## Члены коалиции
| Партия | Партия                                                | Аббр.  | Идеология | Позиция                                                  | Лидер             | Народная скупщина | Скупщина Воеводины | Скупщина Белграда | Членство с |
| ------ | ----------------------------------------------------- | ------ | --- | -------------------------------------------------------- | ----------------- | ----------------- | ------------------ | ----------------- | ---------- |
|        | Сербская прогрессивная партия Српска напредна странка | СНС    | Популизм Неолиберализм Проевропеизм                                                                                                  | Зонтичная                                                | Александр Вучич   | 167 из 250        | 65 из 120          | 76 из 110         | 2012-      |
|        | Сербская народная партия Српска народна партија       | СНП    | Национал-консерватизм Правый популизм Евроскептицизм Русофильство                                                                    | Правые                                                   | Ненад Попович     | 3 из 250          | 0 из 120           | 0 из 110          | 2016-      |
|        | Движение социалистов Покрет социјалиста               | ПС     | Сербский левый национализм Популизм Демократический социализм Социал-демократия Социал-консерватизм Евроскептицизм Антизападничество | Экономически: От левого центра к левым Этнически: Правые | Александр Вулин   | 3 из 250          | 3 из 120           | 0 из 110          | 2012-      |
|        | Сербское движение обновления Српски покрет обнове     | СПО    | Монархизм Либерализм Экономический либерализм Проевропеизм Евроатлантизм                                                             | Правый центр                                             | Вук Драшкович     | 3 из 250          | 1 из 120           | 0 из 110          | 2014-      |
|        | Движение «Сила Сербии» — БК Покрет снага Србије — БК  | ПСС-БК | Консерватизм Экономический либерализм Проевропеизм                                                                                   | Правый центр                                             | Боголюб Карич     | 3 из 250          | 1 из 120           | 0 из 110          | 2012-      |
|        | Народная крестьянская партия Народна сељачка странка  | НСС    | Аграризм Национал-консерватизм | Правые                                                   | Мариян Ристичевич | 1 из 250          | 0 из 120           | 0 из 110          | 2012-      |

### Прошлые члены
| Партия | Партия                                                                                            | Аббр. | Идеология                                                                    | Позиция      | Лидер             | Членство  |
| ------ | ------------------------------------------------------------------------------------------------- | ----- | ---------------------------------------------------------------------------- | ------------ | ----------------- | --------- |
|        | Независимая демократическая партия Сербии Самостална демократска странка Србије                   | СДСС  | Национал-консерватизм Популизм                                               | Правые       | Андрея Младенович | 2016-2018 |
|        | Новая Сербия Нова Србија                                                                          | НС    | Христианская демократия Национал-консерватизм Правый популизм Монархизм      | Правые       | Велимир Илич      | 2012-2017 |
|        | Христианско-демократическая партия Сербии Демохришћанска странка Србије                           | ДХСС  | Христианская демократия Консервативный либерализм Проевропеизм Евроатлантизм | Правые       | Ольгица Батич     | 2014-2016 |
|        | Босняцкая народная партия Бошњачка народна странка Bošnjačka narodna stranka                      | BNS   | Интересы босняцкого меньшинства Социал-консерватизм                          | Правый центр | Мужо Мукович      | 2012-2016 |
|        | Демократическая партия македонцев Демократска партија македонаца Демократска партија на македонци | ДПМ   | Интересы македонского меньшинства Социал-демократия Проевропеизм             | Левый центр  | Ненад Крстецкий   | 2012-2014 |
|        | Цыганская партия Ромска партија Romani partija                                                    | RP    | Интересы цыганского меньшинства Социал-демократия                            | Левый центр  | Срджан Шайн       | 2012-2014 |
|        | Объединённая крестьянская партия Уједињена сељачка странка                                        | УСС   | Аграризм Популизм                                                            | Центр        | Милия Милетич     | 2020-2020 |
|        | Партия объединённых пенсионеров Сербии Партија уједињених пензионера Србије                       | ПУПС  | Права пенсионеров Социал-консерватизм                                        | Центр        | Милан Кркобабич   | 2016-2020 |
|        | Социал-демократическая партия Сербии Социјалдемократска партија Србије                            | СДПС  | Социал-демократия Проевропеизм                                               | Левый центр  | Расим Льяич       | 2014-2020 |
|        | Сербская демократическая партия Српска демократска странка                                        | СДС   | Сербский национализм Монархизм                                               | Правые       | Бранислав Швонья  | 2016-2016 |

## Результаты выборов

### Парламентские выборы
| Выборы | Лидер            | Голосов   | %       | Мест       | +/-  | Место | Отношение к власти |
| ------ | ---------------- | --------- | ------- | ---------- | ---- | ----- | ------------------ |
| 2012   | Томислав Николич | 940,659   | 24.05 % | 73 из 250  |      | 1-e   | Правительство      |
| 2014   | Александр Вучич  | 1,727,444 | 48.34 % | 158 из 250 | ▲ 85 | ▬ 1-e | Правительство      |
| 2016   | Александр Вучич  | 1,823,147 | 48.24 % | 131 из 250 | ▼ 27 | ▬ 1-e | Правительство      |
| 2020   | Александр Вучич  | 1,953,998 | 60.65 % | 180 из 250 | ▲ 59 | ▬ 1-e | Правительство      |

### Президентские выборы
| Выборы | Кандидат         | Первый тур | Первый тур | Первый тур | Второй тур           | Второй тур           | Второй тур           |
| Выборы | Кандидат         | Голосов    | %          | Место      | Голосов              | %                    | Место                |
| ------ | ---------------- | ---------- | ---------- | ---------- | -------------------- | -------------------- | -------------------- |
| 2012   | Томислав Николич | 979,216    | 25.05 %    | 2-е        | 1,552,063            | 49.54 %              | 1-e                  |
| 2017   | Александр Вучич  | 2,012,788  | 55.06 %    | 1-e        | Победа в первом туре | Победа в первом туре | Победа в первом туре |